# Viviana Ramos
Viviana Ramos Macouzet (Baja California, Meksiko - 1. prosinca 1992.) meksička je glumica. Sudjelovala je u nekim meksičkim telenovelama. Visoka je 1.63 m.

## Filmografija
| Godina        | Naslov                      | Uloga                  |
| ------------- | --------------------------- | ---------------------- |
| 2009.         | Atrévete a soñar            | -                      |
| 2009.         | Verano de amor              | Djevojka s Baldomerom  |
| 2008.         | La rosa de Guadalupe        | Lizbeth                |
| 2007.         | Lola: Érase una vez         | Blanca                 |
| 2004. – 2006. | Rebelde                     | Dolores 'Lola' Arregui |
| 2004.         | Código F.A.M.A. 2a. edición | Viviana Ramos          |